# Parco geologico nazionale del Danxia cinese di Zhangye
Il Parco geologico nazionale del Danxia cinese di Zhangye (in cinese: 甘肃张掖国家地质公园S) è un'area protetta a nord-ovest della città di Zhangye, nella provincia di Gansu in Cina. Questa attrazione di 510 chilometri quadrati si trova tra le contee di Linze (临泽县S) e Sunan (肃南S) lungo la catena montuosa del Qilian Shan, facente parte del Danxia cinese.

## Storia
L'area protetta è stata istituita il 23 aprile 2012 con il nome provvisorio di "Parco geologico del Danxia cinese di Zhangye". Dopo aver realizzato servizi turistici e una strada panoramica che lo attraversa, il 16 giugno 2016 il ministero della terra e delle risorse lo ha ufficializzato come "Parco geologico nazionale di Zhangye Gansu".

## Geografia

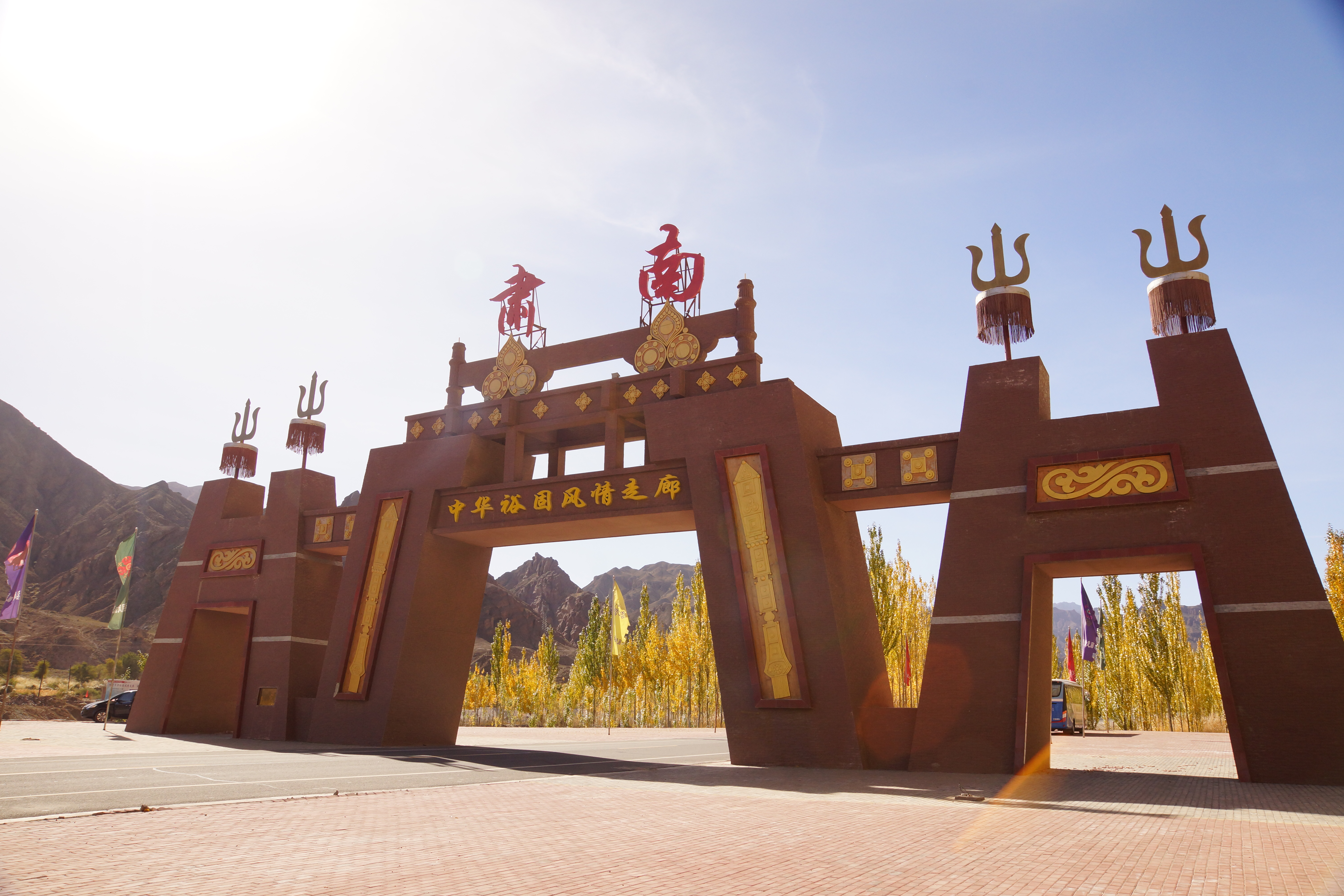
Confine tra le province

Il parco è situato sulle pendici settentrionali delle montagne Qilian (祁 连山), al confine tra le contee di Linze e Sunan, nel territorio della prefettura di Zhangye. Le principali aree turistiche delle formazioni rocciose si trovano nelle località di Kangle e Baiyin.
La parte centrale del geoparco, conosciuta anche come area panoramica del Danxia di Linze, è la zona più visitata e sviluppata a circa 30 km a ovest della città di Zhangye e 20 km da Linze.
Una seconda area panoramica si trova nella vicina Binggou (冰沟), sulla riva settentrionale del fiume Liyuan (梨园河). L'area di Binggou si estende per ulteriori 300 km2 ad un'altitudine compresa tra 1.500 e 2.500 metri sul livello del mare.
Una terza area è localizzata a Ganjun, a sud di Linze.

## Geologia

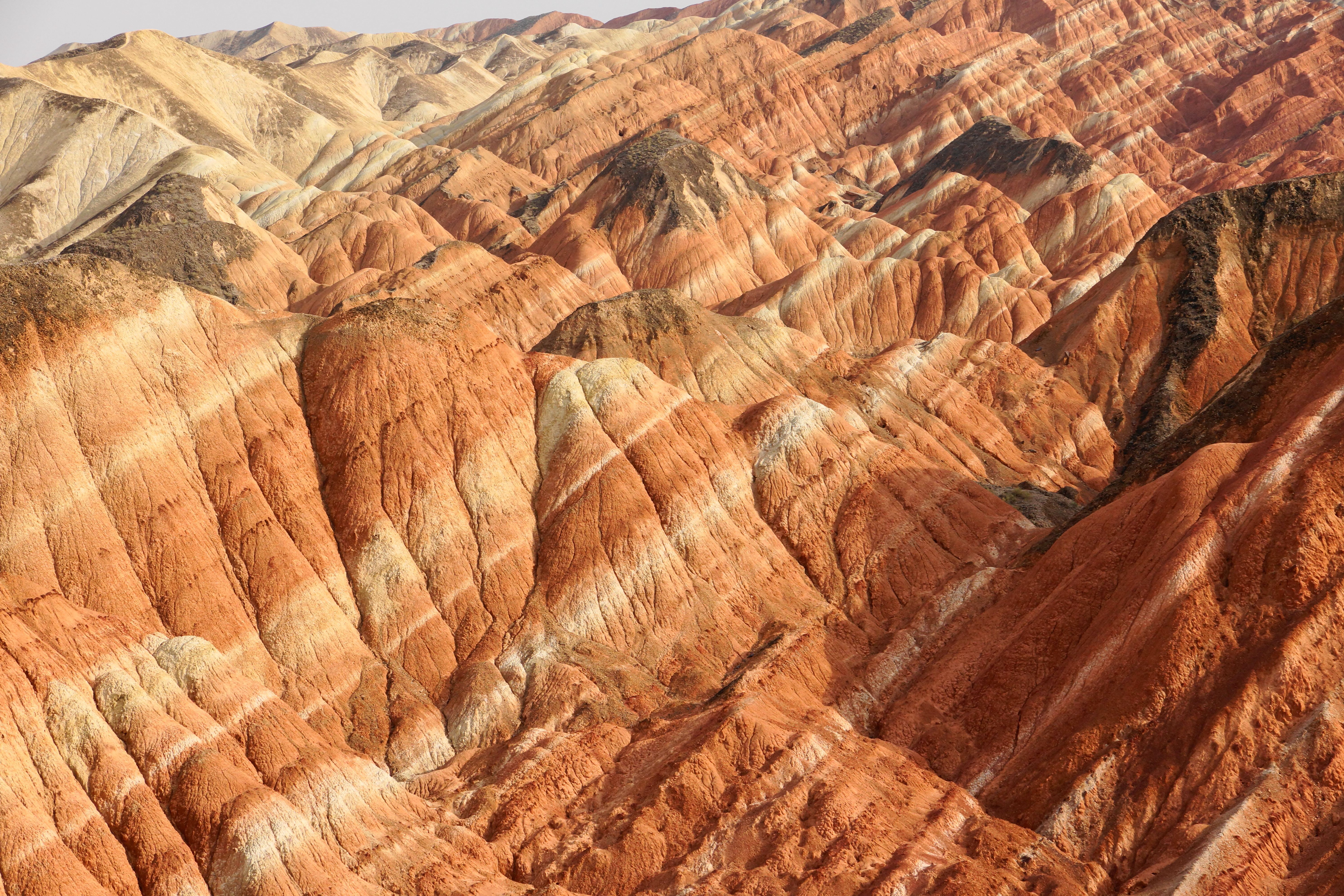
Panorama

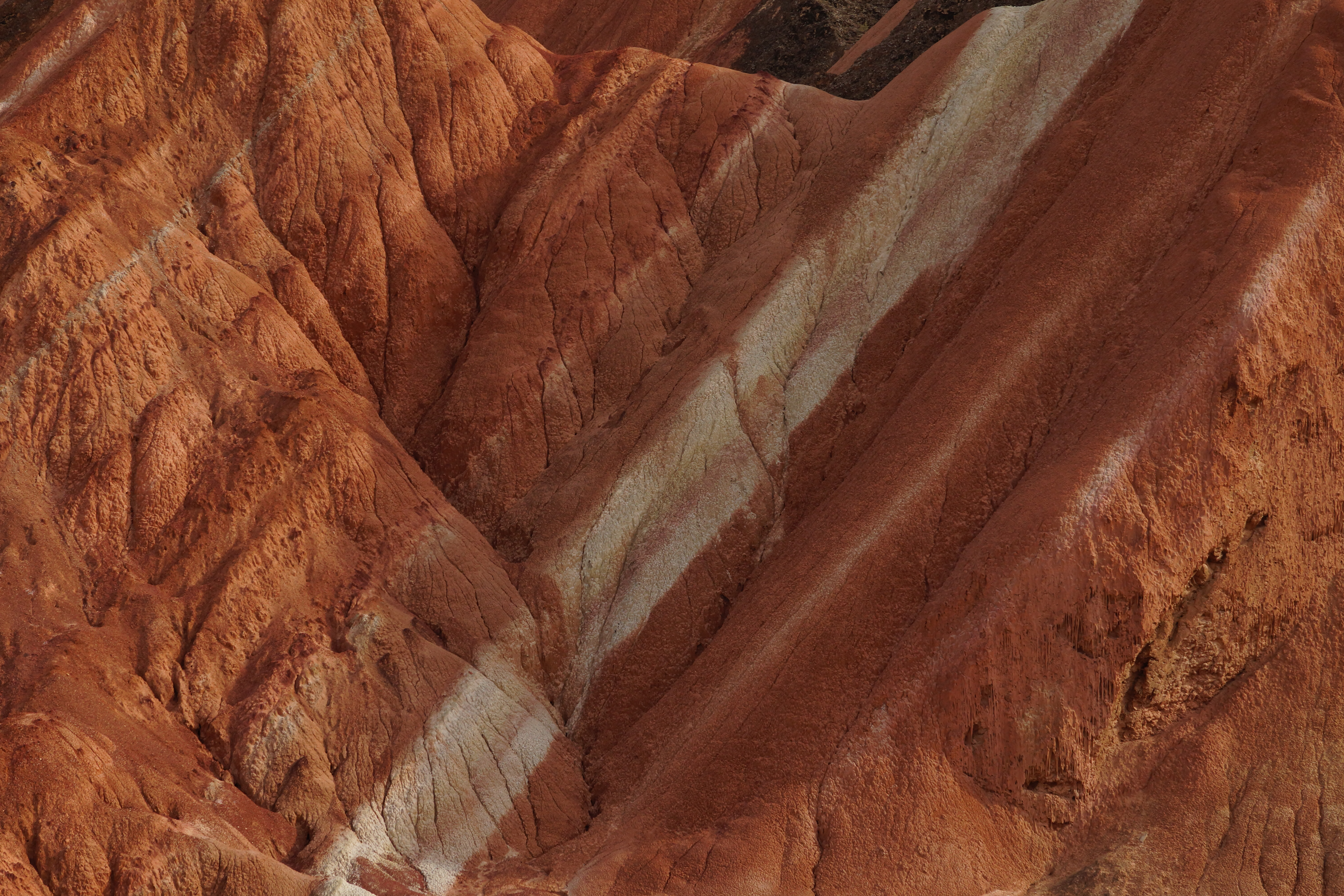
Strati colorati di roccia

I colori insoliti delle rocce scoscese, che sono lisce, taglienti e alte diverse centinaia di metri, sono il risultato dei depositi di arenaria rossa e di minerali avvenuti oltre 100 milioni di anni fa. Il risultato, simile ad una "torta a strati", è collegato all'azione delle stesse placche tettoniche che formarono una parte delle montagne himalayane. Il vento e la pioggia completarono l'opera, scolpendo forme strane e meravigliose, tra cui pilastri naturali, torri, anfratti, valli e cascate, che si differenziano per colore, consistenza, forma, dimensione e modello.

## Turismo
L'area sta rapidamente diventando una popolare attrazione turistica per la cittadina di Zhangye. Una serie di passerelle e strade panoramiche sono state costruite per incoraggiare i visitatori ad esplorare le incredibili formazioni rocciose.
Nel 2014 il governo cinese ha investito 100 milioni di yuan per aumentare i servizi turistici nell'area di Binggou.

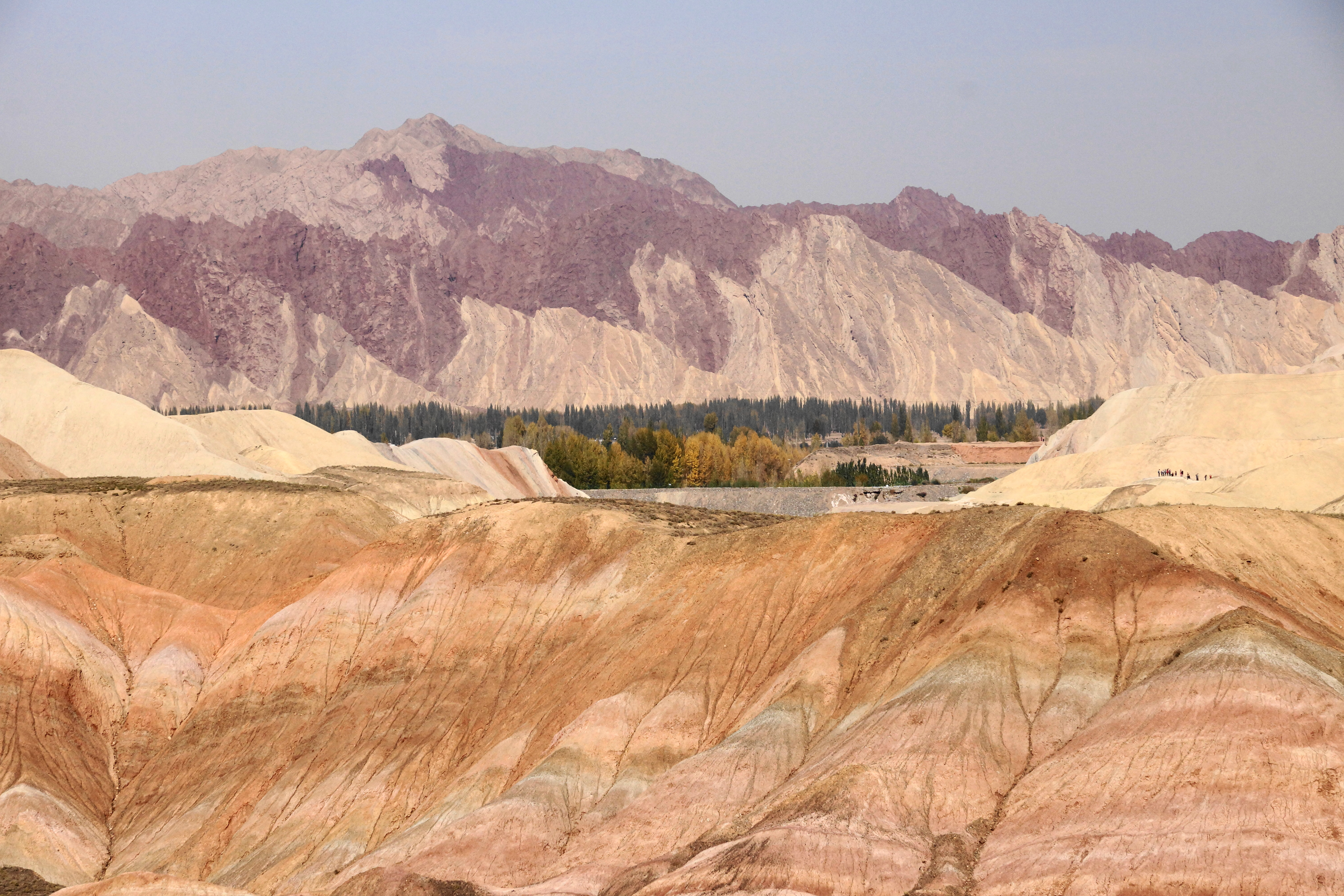
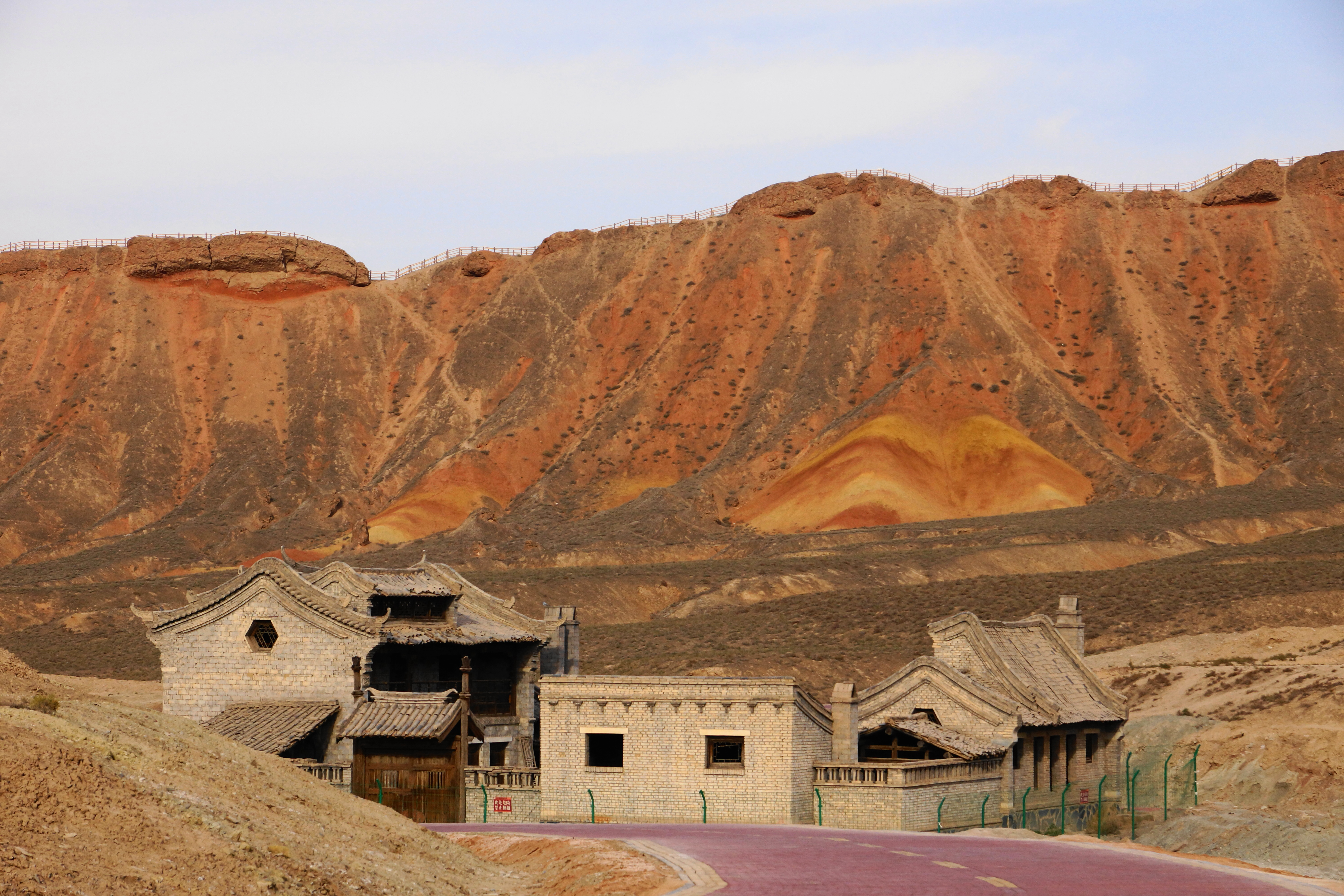
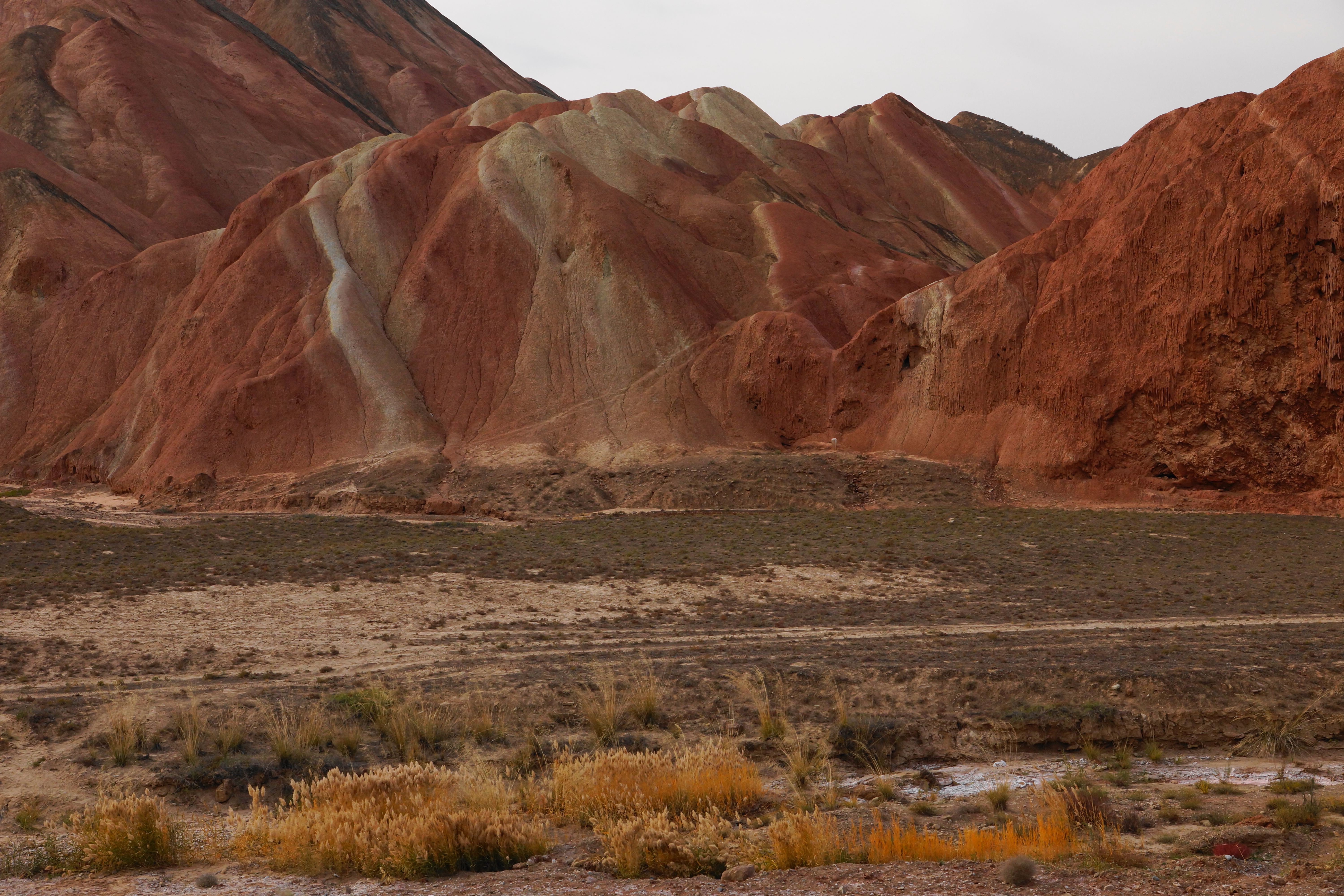
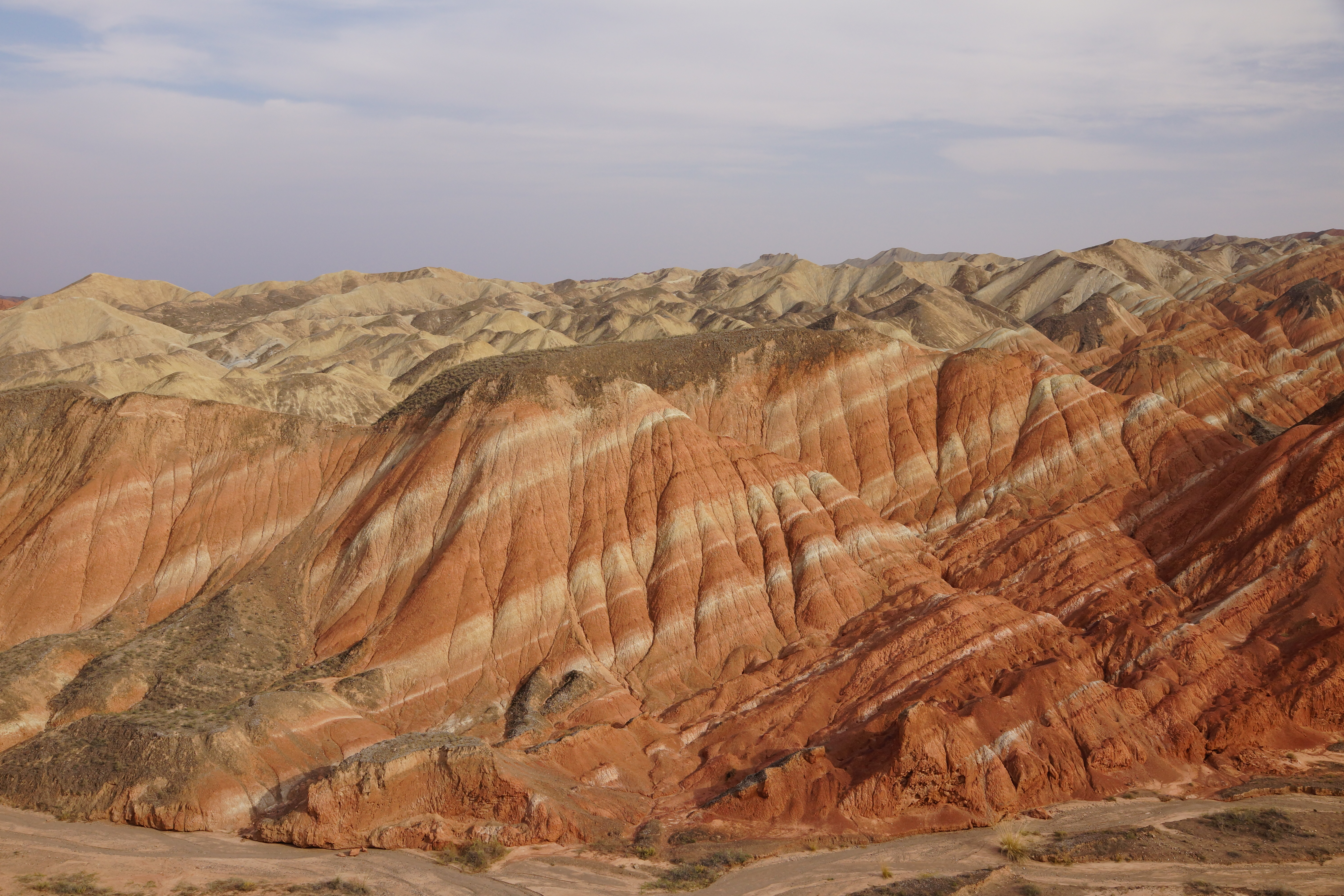
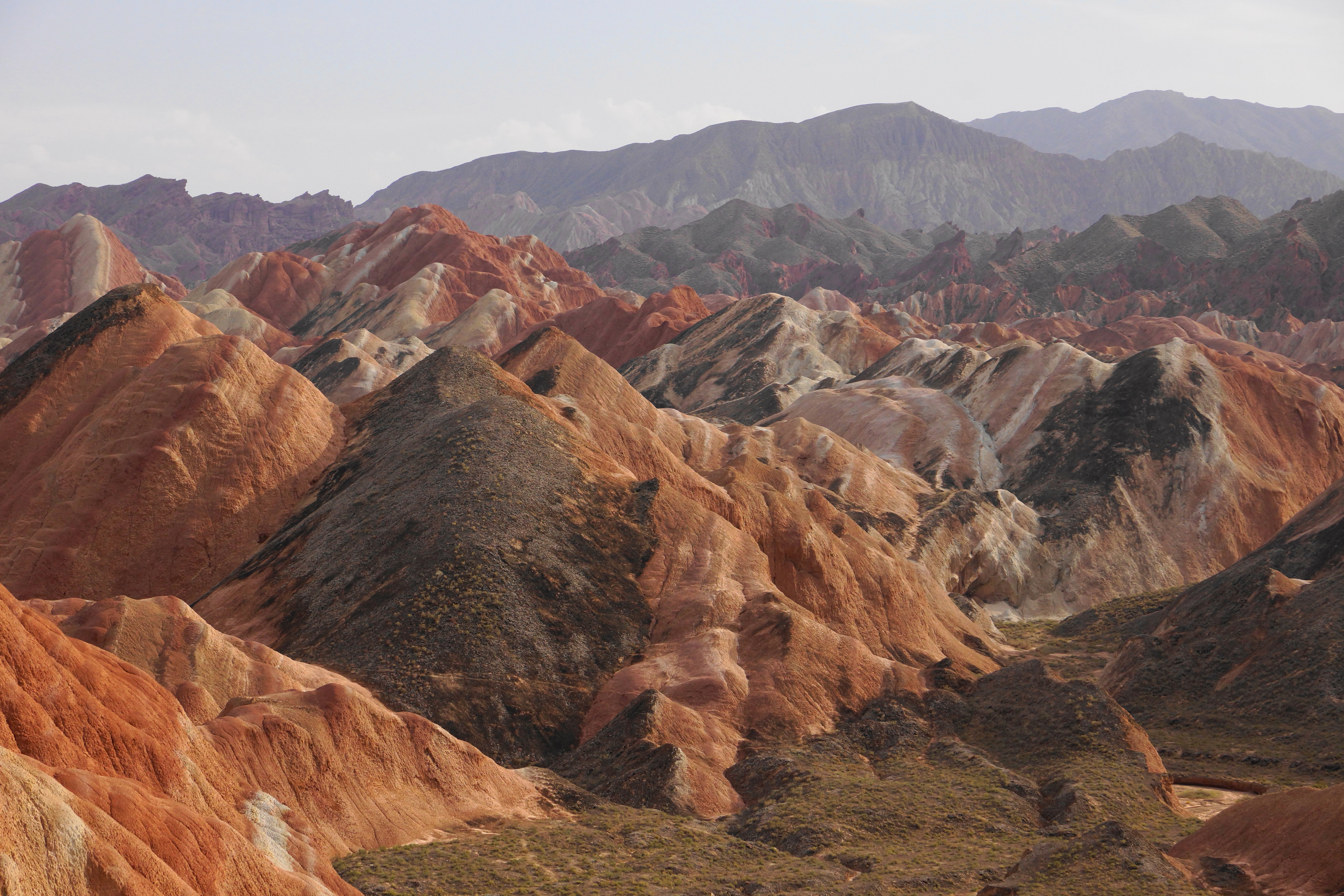
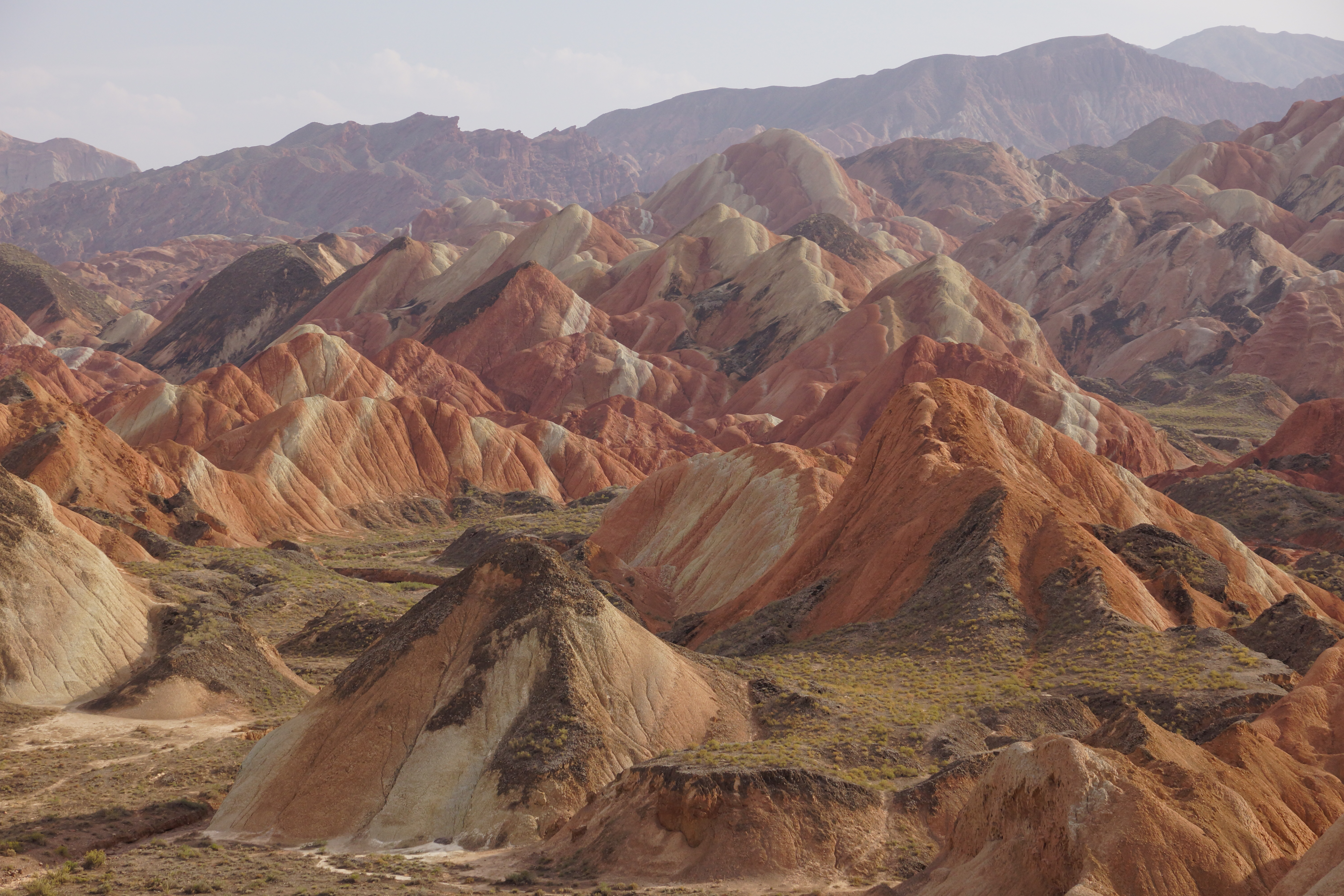

## Altre formazioni geologiche simili
Una formazione geologica simile, chiamata Catena Arcobaleno (Rainbow Range), si trova nella Columbia Britannica, in Canada, ed è formata da una miscela di roccia vulcanica e di vari minerali
.